# Linje 9 (Pekings tunnelbana)

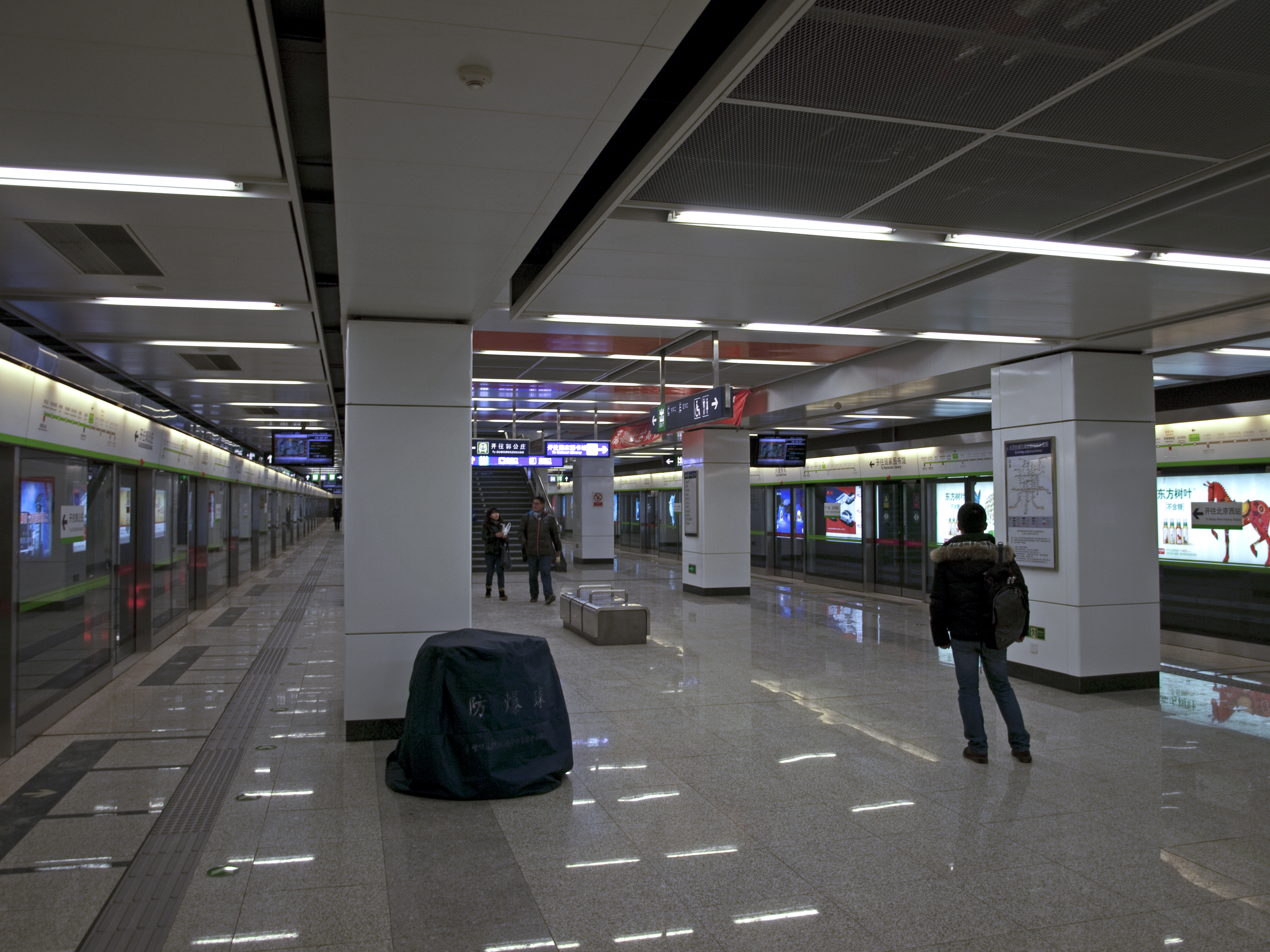
Stationen Liuliqiao East på Linje 9.

Linje 9 (北京地铁9号线; Běijīng dìtiě jiǔhào xiàn) är en linje i Pekings tunnelbana. Linje 9 trafikerar västra Peking i nord- sydlig riktning. Linjen utgår från stationen National Library väster om Pekings zoologiska trädgård i Haidiandistriktet och fortsätter söder ut förbi Pekings västra järnvägsstation och vidare till Guogongzhuang utanför sydvästra Fjärde ringvägen i Fengtaidistriktet. Linje 9 är i kartor och på skyltar märkt med ljusgrön färg.     
Linje 9 trafikerar 13 stationer och är 15,6 km lång.. Tågen opererar med 5 minuters mellanrum.
Linje 9 öppnade 31 december 2011 från Beijing West Railway Station till Guogongzhuang med 8 stationer och 10,8 km. 13 oktober 2012 öppnades stationen Fengtai Dongdajie. 30 december 2012 förlängdes linjen norrut till National Library med 4 stationer och 5,7 km.

## Lista över stationer
Från norr mot söder:
- National Library (国家图书馆) (byte till      Linje 4)
- Baishiqiao South (白石桥南) (byte till      Linje 6)
- Baiduizi (白堆子)
- Military Museum (军事博物馆) (byte till      Linje 1)
- Beijing West Railway Station (北京西站) (byte till      Linje 7)
- Liuliqiao East (六里桥东)
- Liuliqiao (六里桥) (byte till      Linje 10)
- Qilizhuang (七里庄) (byte till      Linje 14)
- Fengtai Dongdajie (丰台东大街)
- Fengtainanlu (丰台南路)
- Keyilu (科怡路)
- Fengtai Science Park (丰台科技园)
- Guogongzhuang (郭公庄) (byte till      Fangshanlinjen)